# Pernes
Pernes é uma povoação portuguesa sede da freguesia homónima do município de Santarém. Tem 14,06 km² de área e 1246 habitantes (censo de 2021), e, por isso, uma densidade populacional de 88,6 hab./km².

## História
Pernes foi vila e sede de concelho entre 1514 e 1855, altura em que foi integrado em Santarém e perdeu o estatuto de vila. Era constituído por uma freguesia e tinha, em 1801, 952 habitantes.
Aqui se travou o combate de Pernes, em 29 de Janeiro de 1834, opondo liberais a absolutistas.
Após as reformas administrativas da década de 1830, foram integradas no município de Pernes as freguesias de Louriceira, Malhou, Arneiro, Casével, Vaqueiros e São Vicente do Paul. Tinha, em 1849, 3697 habitantes. Em 1855 o concelho de Pernes foi extinto e as suas freguesias foram integradas no concelho (atual município) de Santarém.

## Demografia
Nota: Por decreto de 18/10/1881 foi desanexado da freguesia de Casével o lugar de Ribeira de Pernes e anexado à freguesia de Pernes.
A população registada nos censos foi:
| Distribuição da População por Grupos Etários | Distribuição da População por Grupos Etários | Distribuição da População por Grupos Etários | Distribuição da População por Grupos Etários | Distribuição da População por Grupos Etários |
| -------------------------------------------- | -------------------------------------------- | -------------------------------------------- | -------------------------------------------- | -------------------------------------------- |
| Ano                                          | 0-14 Anos                                    | 15-24 Anos                                   | 25-64 Anos                                   | > 65 Anos                                    |
| 2001                                         | 229                                          | 205                                          | 848                                          | 407                                          |
| 2011                                         | 149                                          | 133                                          | 733                                          | 431                                          |
| 2021                                         | 107                                          | 93                                           | 612                                          | 434                                          |

## Património
- Moinho manuelino da Ribeira de Pernes
- Igreja de Nossa Senhora da Purificação (Pernes) ou Igreja Matriz de Pernes
- Igreja da Misericórdia de Pernes
- Mouchão Parque, cascata do rio Alviela

## Economia
Em Pernes é relevante a tradição industrial da freguesia, principalmente a indústria da madeira e, em particular, os torneados. Constitui um pólo significativo na economia do município de Santarém.
O município criou na freguesia de Pernes a Zona de Desenvolvimento Económico, com 11 hectares, potenciando as indústrias aí existentes de modo a captar novos investimentos.

## Personagens ilustres
- Barão de Pernes e Visconde de Pernes